# Brothylus gemmulatus
Brothylus gemmulatus là một loài bọ cánh cứng trong họ Cerambycidae.